# Sawston
Koordinaten: 52° 7′ 21″ N, 0° 10′ 13″ O

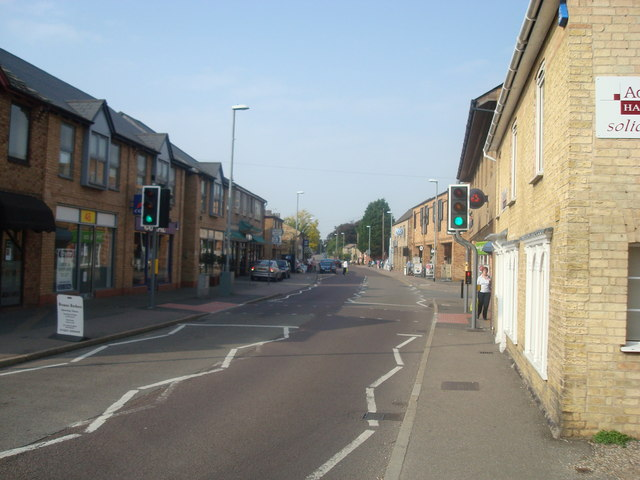
Ortsdurchfahrt (2009)

Sawston ist ein großes Dorf in Cambridgeshire in England, am River Cam 11 km südlich von Cambridge. Es hat eine Bevölkerung von 7,145 (Census 2011). Sawston ist seit 1990 Partnerstadt der deutschen Gemeinde Selsingen.